# エイザー
エイザー(Azer)は、テーブルトークRPG『ダンジョンズ&ドラゴンズ』(D&D)に登場する、ドワーフによく似た火の次元界からの来訪者である。彼らの特徴である、燃え盛る炎そのものな頭髪と、熱した金属のような肌は、D&D第4版では炎の巨人たち(ジャイアントおよびタイタン)の奴隷であることが影響している。

## 掲載の経緯
エイザーは『アドバンスト・ダンジョンズ&ドラゴンズ』（AD&D）の第1版から登場している。

### AD&D 第1版(1977-1988)
『Monster ManualⅡ』(1983、未訳)に登場。本書ではエイザーの王アマイモン(Amaimon)も併せて登場している。

### AD&D 第2版(1989-1999)
D&DでSF風世界を扱うスペルジャマーのサプリメント、『Practical Planetology』 (1991、未訳)に登場。また、アラビアン・ナイト風世界を扱うアル・カーディム世界のサプリ、『Secrets of the Lamp』(1993、未訳)にはアマイモンと共に、“エイザーの貴族”(Noble Azer)も登場している。ここでのデータが『 Monstrous Compendium Annual Volume 1』(1994、未訳)に再掲載された。

### D&D 第3版(2000-2002)、D&D 第3.5版(2003-2007)
D&D第3版および3.5版では『モンスターマニュアル』(2000)に登場。これが日本語版で初登場となる。
モンスター種族をPCとして選べるサプリメント、『Savage Species』(2003、未訳)ではプレイヤー用種族として登場している。また、伝説級のアイテムを扱う『Weapons of Legacy』(2005)ではエイザーの僧侶、“炎の僕”アイアンハート(Ironheart, Servant of Fire)が登場している。

### D&D 第4版(2008-)
『モンスター・マニュアル』(2008)に、以下の個体が登場している。
- エイザーの戦士／Azer Warrior
- エイザーの歩兵／Azer Foot Soldier
- エイザーの憤怒拳士／Azer Rager
- エイザーの監督官／Azer Taskmaster
- エイザーの野獣使い／Azer Beastlord

### D&D 第5版(2014-)
D&D第5版では、『モンスター・マニュアル』(2014)に登場している。
第5版では青銅から作られた人造種族となっている。

## D&D以外のテーブルトークRPG

### パスファインダーRPG
D&D3.5版のシステムを継承するパスファインダーRPGにもエイザーは『Bestiary 2』(2010、未訳)に登場している。

## 肉体的な特徴
エイザーはドワーフとよく似ている。ちなみにD&Dでのドワーフの平均的に身長は4.5フィート(135cm)ほどである。体重もドワーフと同じく200ポンド(90kg)ほど。
真鍮色をした輝く肌をしており、頭部には頭髪や髭として燃え盛る炎そのものが覆っている。体温も非常に高く、エイザー自身や手にしている武器に触れると火傷のダメージを受けてしまう。
目が慣れていないと、個別のエイザーを見分けるのは困難なほど似通っている。
第5版でエイザーは繁殖はせず、エイザーの職人が青銅から身体を作り、魂の心火を宿した秘薬を注ぐことで命を吹き込む。この工程は複雑なので、エイザーの人口は決して多くはない。人造種族である第5版のエイザーは飲食や睡眠を取る必要がない。

## 社会
エイザーは火の次元界を出自とするドワーフであり、灼熱の世界に適応した身体をしている。
エイザーの性質は気難しいドワーフらしく“秩序にして中立”である。厳格なカースト社会を築いており、ほとんどのエイザーは生まれながらに決まっている身分を受け入れ全うする。エイザーはスコットランド人が着るキルトのような金属製の腰巻きを愛用し、貴族階級は真鍮、商人などは青銅、労働者階級は銅のキルトをまとう。
同じ火の元素界に棲み、うぬぼれの強いイフリートとは憎しみあっており、戦争状態にある。イフリートの居城として名高い“黄銅城”には数多くのエイザーが奴隷として囚われている。第5版ではかつては盟友だったが、イフリートが黄銅城を建築する際にエイザーの助力を請い、イフリートは完成後に城の秘密を護るためと集まったエイザーたちを捕らえて奴隷としてしまった。しかし、小競り合いはあるもののエイザーとイフリートとの間に全面的な対立は起こっていない。エイザーたちは、彼らのみが知る城の秘密がイフリートを抑止しているのだと思っている。
D&D第4版では、ほとんどのエイザーはファイアー・ジャイアントおよびタイタンの下僕である。かつてすべてのドワーフがプライモーディアル(古代神霊)の部下たる巨人たちの下僕であったが、そのうち支配を脱したのが現在のドワーフである。支配から逃れられなかった者が炎を宿したエイザーへと変形させられ、そのほとんどが未だ巨人たちの支配下にある。

同族の社会であろうと、虜囚の身であろうと、秩序への傾倒が強い性質から唯々諾々と奴隷の立場を受け入れるエイザーが多い。自由を求めて脱出した少数のエイザーは他の次元界に出てそれぞれの生活を送る。
エイザーは優れた貴金属および宝石細工の職人である。彼らは時折、珍しい金属や宝石を求めて異次元界に冒険隊を派遣する。

また、魔法のアイテムや芸術作品の製作を手伝ってもらうために、物質界へと召喚されることもある。